# مانو غارسيا
مانو غارسيا (بالإسبانية: Manuel García Humanes) هو لاعب كرة قدم إسباني، ولد في 11 فبراير 1991 في Pedrera, Seville ‏ في إسبانيا. لعب مع إكستريمادورا يونيون ديبورتيفا.

## وصلات خارجية
- مانو غارسيا على موقع قاعدة بيانات كرة القدم.إي يو (الإنجليزية)
- مانو غارسيا على موقع Soccerway.com (الإنجليزية)